# 小林和夫 (土木工学者)
小林 和夫（こばやし かずお、1941年10月23日 - 2015年）は、日本の土木工学者。大阪工業大学工学部土木工学科・都市デザイン工学科元教授。工学博士（京都大学）。日本コンクリート工学協会元理事。プレストレストコンクリート技術協会元理事。日本材料学会元理事。建設コンサルタンツ協会コンクリート構造物の高性能化研究委員会元委員長。
専門は、土木工学・構造工学（特に、コンクリート工学）・材料力学、建設工学・地震工学・防災工学。

## 略歴
1964年京都大学工学部土木工学科卒業。1966年同大学大学院工学研究科土木工学専攻修士課程修了、同大学助手。1973年工学博士（京都大学）。岐阜大学講師などを経て、1978年に京都大学助教授。1989年大阪工業大学工学部に着任し、土木工学科教授。2002年同学部都市デザイン工学科教授。2006年大阪工業大学定年退職・退官。2015年逝去。
大阪工業大学工学部（土木工学科・都市デザイン工学科）にて15年以上に渡り教鞭を執り、特にコンクリート工学・材料力学・地震工学/防災工学の研究推進に貢献した。
主な所属学会は、土木学会、日本コンクリート工学協会、プレストレストコンクリート技術協会、日本材料学会、建設コンサルタンツ協会。

## 主な著書
- コンクリート構造学 初版/第2版/第3版/第4版（単著、森北出版1994/1997/2002/2009、学術書）
- プレストレストコンクリート工学（共著、国民科学社2006、学術書）[6]
- プレストレストコンクリート技術とその応用（共著、森北出版2006、学術書）
- プレストレストコンクリート構造学（共著、国民科学社1979、学術書）

## 主な研究
- コンクリート構造物の内部欠陥の物理探査・診断試験法に関する研究 - 京都大学との共同研究[7]
- 損傷コンクリート構造物の補修・補強へのポリマーの有効利用に関する研究 - 土木学会コンクリート委員会元会長の岡田清との共同研究[8]
- 鉄筋腐食およびアルカリ骨材反応(ASR)により劣化したコンクリート構造物の震災対策
- 高強度コンクリートのRCおよび PC構造への適用と構造設計法に関する研究[9]
- 都市部における修復RC構造物の耐震性評価に関する基礎的研究
- RCフレーム構造物の3次元弾塑性地震応答解析プログラムの開発 - 京都大学・鹿島建設との共同研究[10]